# Stormzy

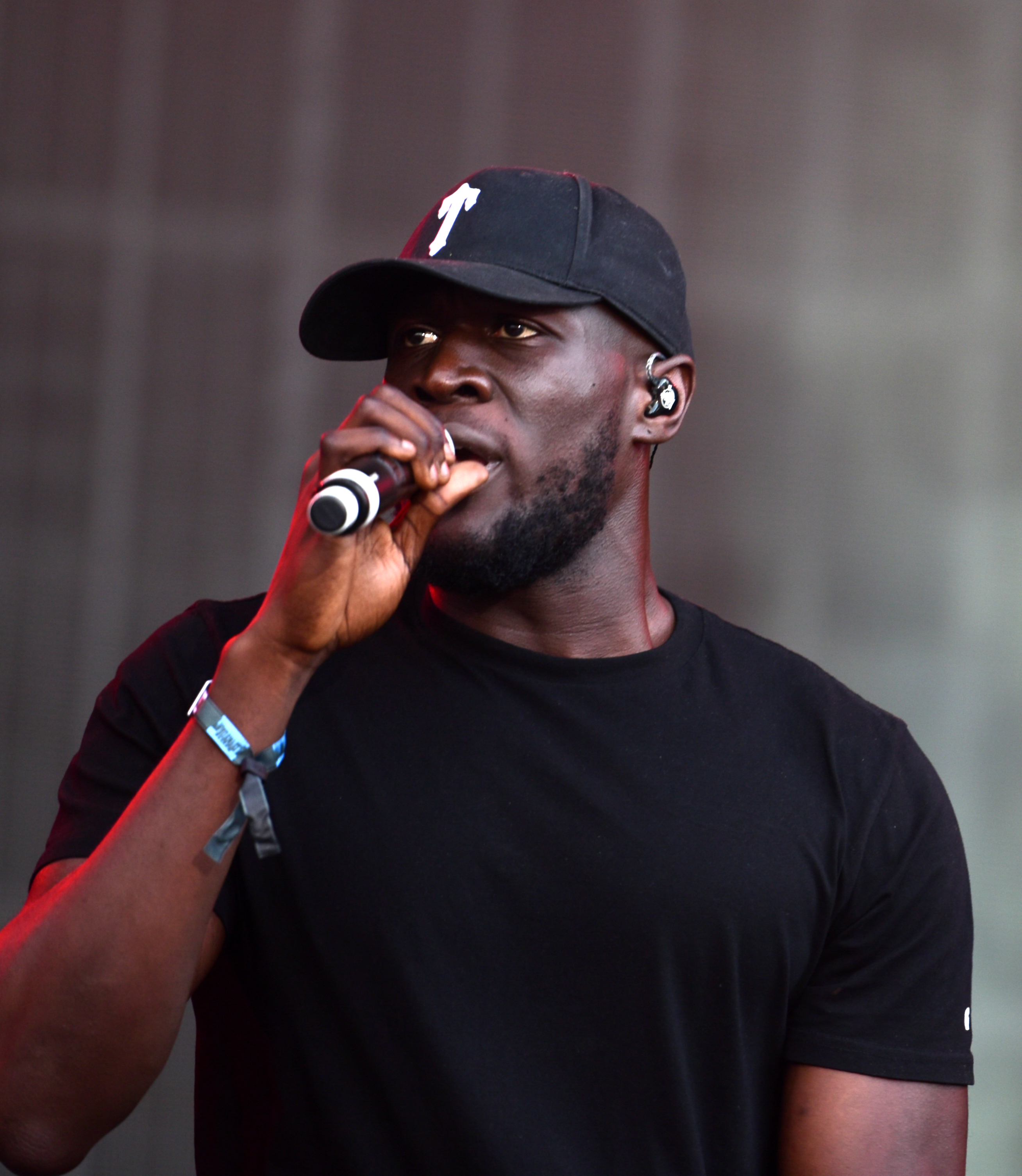
Stormzy live auf dem Openair Frauenfeld (2019)

Stormzy (* 26. Juli 1993 in London; eigentlicher Name Michael Omari) ist ein britischer Grime-Rapper.

## Biografie
Michael Omari alias Stormzy ist ghanaischer Abstammung. In seiner Jugend spielte er in den Londoner Clubs in seiner Gegend vor allem Grimemusik. Später entwickelte er sich immer mehr auch zum Rapper. Ende 2013 begann er damit, seine Freestyle-Serie Wicked Skengman im Internet zu veröffentlichen. Er machte sich schnell einen Namen, auch mit seiner ersten EP Dreamers Disease, die 2014 erschien. Im selben Jahr wurde er bei den MOBO Awards als bester Grimemusiker ausgezeichnet. Zum Jahreswechsel belegte er bei der jährlichen BBC-Prognose der erfolgversprechendsten Interpreten Sound of 2015 Platz 3.
Im März 2015 erschien mit Know Me From seine erste Single, die es in die britischen Charts schaffte. Die Nachfolgesingle Wicked Skengman 4 aus seiner Freestyle-Serie wurde sein erster Top-20-Hit. In diesem Jahr wurde er erneut als bester Grime Act und zusätzlich als bester Male Act bei den MOBO Awards ausgezeichnet. Im Dezember trat er mit seinem Song Shut Up bei einem Boxkampf von Anthony Joshua auf. Das Lied, das bis dahin nur Platz 59 der Charts erreicht hatte, stieg daraufhin in die Top 10, und es wurde eine Fankampagne gestartet, um es in der Weihnachtswoche auf Platz eins zu bringen. Der Weihnachtshit hat in England eine besondere Bedeutung. Die Single kam jedoch nicht über Platz 8 hinaus.
Bei den Brit Awards 2017 trat er mit Ed Sheeran auf.
Sein Debütalbum Gang Signs & Prayer erschien im Februar 2017 und erreichte Platz 1 der britischen Charts. Im Jahr darauf wurde er bei den Brit Awards für das Album des Jahres und als bester männlicher Künstler ausgezeichnet.
2018 stiftete Stormzy, der nicht studiert hat, zwei Stipendien für schwarze Studenten an der University of Cambridge, was nach Angaben der Universität sowohl zu einem starken Anstieg von Bewerbungen als auch von Zulassungen führte. Im Juni 2019 war er als erster schwarzer Künstler Headliner des Glastonbury Festivals. Das amerikanische Nachrichtenmagazin Time kürte ihn im Oktober 2019 zu einem der Next Generation Leaders des Jahres 2019.
In diesem Jahr stand er zweimal an der Spitze der Singlecharts, im Mai mit dem eigenen Song Vossi Bop – mit 3-fach-Platin seine erfolgreichste Single – und vier Monate später als Gast von Ed Sheeran bei Take Me Back to London. Sein zweites Album Heavy Is the Head erschien zu Weihnachten 2019 und erreichte ebenfalls Platz 1 in England. Der Albumsong Own It, bei dem im Gegenzug Ed Sheeran Gast war, stieg Anfang 2020 an die Spitze und brachte ihn auch in den deutschsprachigen Ländern in die Charts. Bei den Brit Awards wurde er Anfang 2020 ein zweites Mal als bester britischer Künstler ausgezeichnet.
Im 2020 erschienenen Action-Adventure Watch Dogs: Legion tritt Stormzy als fiktionale Version seiner selbst auf, die die Songs Rainfall von Heavy Is the Head spielt. Ansonsten wurde es während der COVID-19-Pandemie ruhig um ihn, zwei Jahre lang machte er sich rar und trat einige Zeit nur noch als Gastrapper in Erscheinung. Erst Ende 2022 gab es ein neues Album. Mit This Is What I Mean kam er Anfang Dezember zum dritten Mal auf Platz 1 der Albumcharts.

## Diskografie
Studioalben

| Jahr | Titel Musiklabel                         | Höchstplatzierung, Gesamtwochen, AuszeichnungChartplatzierungen (Jahr, Titel, Musiklabel, Platzierungen, Wochen, Auszeichnungen, Anmerkungen) | Höchstplatzierung, Gesamtwochen, AuszeichnungChartplatzierungen (Jahr, Titel, Musiklabel, Platzierungen, Wochen, Auszeichnungen, Anmerkungen) | Höchstplatzierung, Gesamtwochen, AuszeichnungChartplatzierungen (Jahr, Titel, Musiklabel, Platzierungen, Wochen, Auszeichnungen, Anmerkungen) | Anmerkungen                                                 |
| Jahr | Titel Musiklabel                         | DE | CH | UK | Anmerkungen                                                 |
| ---- | ---------------------------------------- | --- | --- | --- | ----------------------------------------------------------- |
| 2017 | Gang Signs & Prayer Merky Records        | — | CH38 (1 Wo.)CH | UK1 Platin · (91 Wo.)UK | Erstveröffentlichung: 24. Februar 2017 Verkäufe: + 317.500  |
| 2019 | Heavy Is the Head Atlantic Records (WMG) | DE84 (2 Wo.)DE | CH29 (9 Wo.)CH | UK1 Platin · (85 Wo.)UK | Erstveröffentlichung: 13. Dezember 2019 Verkäufe: + 325.000 |
| 2022 | This Is What I Mean 0207 Def Jam (UMG)   | DE96 (1 Wo.)DE | CH35 (2 Wo.)CH | UK1 Silber · (7 Wo.)UK | Erstveröffentlichung: 25. November 2022 Verkäufe: + 60.000  |

## Auszeichnungen
- MOBO Awards: 
  - Best Grime Act (2014, 2015)
  - Best Male Act (2015)
- BRIT Awards
  - British Male Solo Artist (2018, 2020)
  - British Album of the Year: Gang Signs & Prayer (2018)